# Jamki (województwo śląskie)
Jamki – wieś w Polsce położona w województwie śląskim, w powiecie częstochowskim, w gminie Konopiska.

## Historia
W latach 1975–1998 miejscowość administracyjnie należała do województwa częstochowskiego.
Miejscowość ma charakter ulicówki, leży nad rzeką Konopką. Jamki mają status sołectwa. Wieś skomunikowana jest z Częstochową dzięki linii GTV.

## Pochodzenie nazwy
Nazwa Jamki wywodzi się najprawdopodobniej z występujących niegdyś w okolicach miejscowości licznych jam i zagłębień.